# Вибухи в Кизлярі
Тера́кт у Кизля́рі — серія з двох вибухів, що відбулися вранці 31 березня 2010 року. Вибухи сталися з інтервалом у 20 хвилин у дагестанському місті Кизлярі (Росія) неподалік школи №1 на вулиці Московській.
Перший вибух стався приблизно о 8:40 за місцевим часом (7:40 за Києвом) при виїзді автомашини з міського відділу внутрішніх справ. В машині перебували двоє співробітників органів внутрішніх справ. У результаті вибуху вони загинули, а також отримали поранення місцеві мешканці. 
Приблизно о 9:00 на місце події, де працювала слідчо-оперативна група, увірвався смертник, який був одягнений у міліцейський кітель, і привів у дію вибуховий пристрій, який мав при собі. В результаті цього загинули п'ятеро співробітників міліції, зокрема, начальник Кизлярського відділу внутрішніх справ.
Унаслідок вибухів загинули 12 осіб, поранено щонайменше 20.
За оцінкою Слідчого комітету при прокуратурі по Дагестану потужність першого вибуху склала 200 кг в тротиловому еквіваленті.
13 квітня 2010 року Директор ФСБ Олександр Бортников повідомив про те, що особи виконавців та організаторів терактів у Москві та Кизлярі остаточно встановлено, визначено коло осіб, які здійснювали пособництво, тривають оперативно-розшукові та слідчі заходи.